# Medalhadas dos 100 metros com barreiras
Medalhadas na prova de 100 metros barreiras

## Medalhistas em Jogos Olímpicos

### Prova de 80 m barreiras
| Ano  | Ouro                | Prata                | Bronze             |
| ---- | ------------------- | -------------------- | ------------------ |
| 1932 | Mildred Didrikson   | Evelyne Hall         | Marjorie Clark     |
| 1936 | Trebisonda Valla    | Anni Steuer          | Elizabeth Taylor   |
| 1948 | Fanny Blankers-Koen | Maureen Gardner      | Shirley Strickland |
| 1952 | Shirley Strickland  | Maria Golubnitschaja | Maria Sander       |
| 1956 | Shirley Strickland  | Gisela Köhler        | Norma Thrower      |
| 1960 | Irina Press         | Carole Quinton       | Gisela Birkemeyer  |
| 1964 | Karin Balzer        | Teresa Ciepły        | Pam Kilborn        |
| 1968 | Maureen Caird       | Pam Kilborn          | Chi Cheng          |

### Prova de 100 m barreiras
| Ano  | Ouro                    | Prata             | Bronze               |
| ---- | ----------------------- | ----------------- | -------------------- |
| 1972 | Annelie Ehrhardt        | Valeria Bufanu    | Karin Balzer         |
| 1976 | Johanna Schaller        | Tatyana Anisimova | Natalya Lebedeva     |
| 1980 | Vera Komisova           | Johanna Klier     | Lucyna Langer        |
| 1984 | Benita Fitzgerald-Brown | Shirley Strong    | Michèle Chardonnet   |
| 1984 | Benita Fitzgerald-Brown | Shirley Strong    | Kim Turner           |
| 1988 | Yordanka Donkova        | Gloria Siebert    | Claudia Zaczkiewicz  |
| 1992 | Voula Patoulidou        | LaVonna Martin    | Yordanka Donkova     |
| 1996 | Ludmila Engquist        | Brigita Bukovec   | Patricia Girard-Léno |
| 2000 | Olga Shishigina         | Glory Alozie      | Melissa Morrison     |
| 2004 | Joanna Hayes            | Olena Krasovska   | Melissa Morrison     |
| 2008 | Dawn Harper             | Sally McLellan    | Priscilla Lopes      |
| 2012 | Sally Pearson           | Dawn Harper       | Kellie Wells         |

## Medalhistas em Campeonatos Mundiais
| Ano  | Ouro                   | Prata                   | Bronze                 |
| ---- | ---------------------- | ----------------------- | ---------------------- |
| 1983 | Bettine Jahn           | Kerstin Knabe           | Ginka Zagorcheva       |
| 1987 | Ginka Zagorcheva       | Gloria Uibel            | Cornelia Oschkenat     |
| 1991 | Ludmila Narozhilenko   | Gail Devers             | Natalya Grigoryeva     |
| 1993 | Gail Devers            | Marina Aschabina        | Lynda Tolbert          |
| 1995 | Gail Devers            | Olga Shishigina         | Julia Graudyn          |
| 1997 | Ludmila Engquist       | Svetla Dimitrova        | Michelle Freeman       |
| 1999 | Gail Devers            | Glory Alozie            | Ludmilla Engquist      |
| 2001 | Anjanette Kirkland     | Gail Devers             | Olga Shishigina        |
| 2003 | Perdita Felicien       | Brigitte Foster         | Miesha McKelvy         |
| 2005 | Michelle Perry         | Delloreen Ennis-London  | Brigitte Foster-Hylton |
| 2007 | Michelle Perry         | Perdita Felicien        | Delloreen Ennis-London |
| 2009 | Brigitte Foster-Hylton | Priscilla Lopes-Schliep | Delloreen Ennis-London |
| 2011 | Sally Pearson          | Danielle Carruthers     | Dawn Harper            |
| 2013 | Brianna Rollins        | Sally Pearson           | Tiffany Porter         |

## História dos recordes mundiais
| Tempo                          | Atleta                         | País                           | Data                           | Local                          |
| Cronometrados electronicamente | Cronometrados electronicamente | Cronometrados electronicamente | Cronometrados electronicamente | Cronometrados electronicamente |
| ------------------------------ | ------------------------------ | ------------------------------ | ------------------------------ | ------------------------------ |
| 12.21 s                        | Yordanka Donkova               | Bulgária                       | 21 de Agosto de 1988           | Stara Zagora                   |
| 12.25 s                        | Ginka Zagorcheva               | Bulgária                       | 8 de Agosto de 1987            | Drama                          |
| 12.26 s                        | Yordanka Donkova               | Bulgária                       | 7 de Setembro de 1986          | Ljubljana                      |
| 12.29 s                        | Yordanka Donkova               | Bulgária                       | 17 de Agosto de 1986           | Colónia                        |
| 12.34 s                        | Yordanka Donkova               | Bulgária                       | 17 de Agosto de 1986           | Colónia                        |
| 12.36 s                        | Grażyna Rabsztyn               | Polónia                        | 12 de Junho de 1980            | Varsóvia                       |
| 12.36 s                        | Yordanka Donkova               | Bulgária                       | 13 de Agosto de 1986           | Sófia                          |
| 12.48 s                        | Grażyna Rabsztyn               | Polónia                        | 10 de Junho de 1978            | Fürth                          |
| 12.48 s                        | Grażyna Rabsztyn               | Polónia                        | 18 de Junho de 1979            | Varsóvia                       |
| 12.59 s                        | Annelie Ehrhardt               | Alemanha Oriental              | 8 de Setembro de 1972          | Munique                        |
| Cronometrados manualmente      |                                |                                |                                |                                |
| 12.3 s                         | Annelie Ehrhardt               | Alemanha Oriental              | 22 de Julho de 1973            | Dresden                        |
| 12.5 s                         | Annelie Ehrhardt               | Alemanha Oriental              | 15 de Junho de 1972            | Potsdam                        |
| 12.5 s                         | Pam Ryan                       | Austrália                      | 28 de Junho de 1972            | Varsóvia                       |
| 12.6 s                         | Karin Balzer                   | Alemanha Oriental              | 31 de Julho de 1971            | Berlim                         |
| 12.7 s                         | Karin Balzer                   | Alemanha Oriental              | 25 de Julho de 1971            | Berlim                         |
| 12.7 s                         | Karin Balzer                   | Alemanha Oriental              | 26 de Julho de 1970            | Berlim                         |
| 12.7 s                         | Teresa Sukniewicz              | Polónia                        | 20 de Setembro de 1970         | Varsóvia                       |
| 12.8 s                         | Chi Cheng                      | Taipé Chinesa                  | 12 de Julho de 1970            | Munique                        |
| 12.8 s                         | Teresa Sukniewicz              | Polónia                        | 20 de Junho de 1970            | Varsóvia                       |
| 12.9 s                         | Karin Balzer                   | Alemanha Oriental              | 5 de Setembro de 1969          | Berlim                         |
| 13.0 s                         | Karin Balzer                   | Alemanha Oriental              | 27 de Julho de 1969            | Leipzig                        |
| 13.3 s                         | Karin Balzer                   | Alemanha Oriental              | 20 de Junho de 1969            | Varsóvia                       |
| 13.3 s                         | Teresa Sukniewicz              | Polónia                        | 20 de Junho de 1969            | Varsóvia                       |